# Вати (Самос)
Вати́ (греч. Βαθύ) — малый город в Греции на Самосе, юго-восточный пригород города Самоса. Расположен в одном километре от центра города Самоса. Входит в общину (дим) Анатолики-Самос в периферийной единице Самосе в периферии Северных Эгейских островах. Население по переписи 2011 года составляло 1888 человек.
Название происходит от βαθύ — «глубокий».
В Вати находится Археологический музей.

## Лагерь беженцев Вати
После начала Европейского миграционного кризиса в Вати создан центр для регистрации мигрантов и беженцев. Лагерь рассчитан на 650 человек, но в нём проживало до 9000 человек (в сентябре 2020 года — 4600 человек).

## Сообщество Вати
В общинное сообщество Вати входят 19 населённых пунктов. Население по переписи 2011 года составляло 3147 человек. Площадь 43,638 квадратного километра.
| Населённый пункт | Население (2011), человек |
| ---------------- | ------------------------- |
| Айия-Зони        | 128                       |
| Айия-Маркела     | 7                         |
| Айия-Триада      | 46                        |
| Аи-Танасис       | 21                        |
| Вати             | 1888                      |
| Варела           | 106                       |
| Дросья           | 69                        |
| Зерву            | 34                        |
| Зоодохос-Пийи    | 6                         |
| Камара           | 258                       |
| Кедрон           | 109                       |
| Кумарьонас       | 112                       |
| Месокамбос       | 110                       |
| Морайтохори      | 30                        |
| Никола           | 144                       |
| Панайца          | 19                        |
| Платанос         | 23                        |
| Туркомилонас     | 16                        |
| Флока            | 21                        |

## Население
| Год  | Население, человек |
| ---- | ------------------ |
| 1991 | 2544               |
| 2001 | 2107               |
| 2011 | ↘ 1888             |